# Route nationale 523a
La route nationale 523A ou RN 523A était une route nationale française reliant Pontcharra à La Gache, dans la commune de Barraux. À la suite de la réforme de 1972, elle a été déclassée en RD 523A.